# Festival de Eurovisión de Jóvenes Bailarines 1999
La VIII edición del Festival de Eurovisión de Jóvenes Bailarines se celebró en Lyon (Francia) el 10 de julio de 1999.
España, rompe su racha de victorias consecutivas y Alemania con Katja Wunsche y Yohan Stegli consigue ganar por primera vez el certamen, aunque España consigue colocarse en tercera posición con Clara Blanco como la tercera mejor bailarina de esta edición.

## Participantes y Clasificación
En esta tabla se recoge a los tres mejores participantes elegidos por el jurado y al resto de participantes de esta edición:
| Posición | País y TV          | Representante                        |
| -------- | ------------------ | ------------------------------------ |
| 1        | Alemania ZDF       | Katja Wunsche y Yohan Stegli         |
| 2        | Suecia SVT         | Nathalie Nordquist                   |
| 3        | España TVE         | Clara Blanco                         |
| -        | Grecia ERT         | Maria Boubouli                       |
| -        | Polonia TVP        | Marcin Krajewski                     |
| -        | Letonia LTV        | Elza Leimane                         |
| -        | Bélgica VRT / RTBF | Frédérik Deberdt                     |
| -        | Países Bajos NPS   | Ernst Meisner                        |
| -        | Francia France 3   | Emmanuel Eggermont y Juliette Roudet |
| -        | Finlandia YLE      | Aarne Ruutu                          |

### Artistas que regresan
- Ana Klasnja: Representó a Eslovenia en la edición anterior.

## Predecesor y sucesor
| Predecesor: Gdansk 1997 | Festival de Eurovisión de Jóvenes Bailarines Lyon 1999 | Sucesor: Londres 2001 |